# Języki khoisan
Języki khoisan (języki buszmeńsko-hotentockie, języki hotentocko-buszmeńskie) – grupa językowa obejmująca ponad 100 języków występujących w Afryce, głównie w krajach Afryki Południowej (RPA, Namibia, Angola, Botswana i Tanzania). Języki tej rodziny reprezentują typ języków mlaskowych, których cechą charakterystyczną jest występowanie tzw. mlasków, mających status fonemów.
Większość języków tej grupy jest wymarłych lub zanikających. Współcześnie posługuje się nimi zaledwie ok. 350 tys. mówiących. Najważniejszym z języków khoisan jest język nama.
Jednym ze światowej sławy i renomy specjalistów zajmujących się językami mlaskowymi był polski etnograf i językoznawca Roman Stopa (1895–1995). Przed II wojną światową badał on ludy Bantu oraz Buszmenów i Hotentotów.

## Klasyfikacja języków khoisan
Powszechnie przyjmowana klasyfikacja języków khoisan jest klasyfikacją sztuczną. Za właściwe języki khoisan uważa się rodzinę języków khoe. Oprócz tego do grupy tej zalicza się spokrewnione z językami khoe rodziny języków tuu oraz Juu-ǂHoan, a także język sandawe.
Do języków khoisan zaliczany jest również używany przez Pigmejów w Tanzanii język hadza, pomimo iż jest on oddalony od pozostałych języków khoisan i niespokrewniony z nimi.
język hadza (ok. 975)
język sandawe (ok. 40 tys.)
języki khoe
kwadi †
języki khoekhoe
nama (ok. 250 tys.)
eini †
południowe
korana (6)
xiri (90)
języki tshu-kwe
wschodnie
shua (6 tys.)
tsoa (9,3 tys.)
zachodnie
kxoe (11 tys.)
naro (14 tys.)
gǁana-gǀwi (4,5 tys.)
języki tuu
języki taa
!Xóõ (4,2 tys.)
dolny nossob †
języki ǃKwi
Nǁng (8)
ǀXam †
ǂUngkue †
ǁXegwi †
języki juu-ǂhoan
ǂHõã (200)
języki juu (ok. 45 tys.)
!kung
juǀʼhoan